# Вулиця Митрофана Довнар-Запольського
Ву́лиця Митрофа́на Довна́р-Запо́льського — вулиця в Шевченківському районі міста Києва, місцевості Лук'янівка, Шулявка. Пролягає від вулиці Богдана Гаврилишина та вулиці Коперника до вулиці Юрія Іллєнка.
Прилучаються вулиці Молдовська, Дегтярівська і Білоруська.

## Історія
Вулиця виникла в середині XIX століття під назвою Коростишівська (перша згадка — у 1869 році). Спочатку вона простягалася від сучасної вулиці Богдана Гаврилишина до сучасної Молдовської вулиці. Відрізок вулиці між Молдовською та Дегтярівською прокладено у 1-й третині XX століття й він отримав назву Дегтярівський провулок. 
На початку 1930-х років набула назву вулиця Довнар-Запольського, на честь одного  з  керівників  боротьби  за встановлення  радянської  влади  в  Києві, очільника загонів  робітників на  Шулявці у  1917–1918 роках Всеволода Довнар-Запольского. На фасаді будинку № 11 у 1965–2015 роках розміщувалася гранітна анотаційна дошка на честь Всеволода Довнар-Запольського (архітектор А. Н. Борисова). 
Сучасна уточнена назва на честь професора Київського університету, ініціатора створення та першого директора Київського комерційного інституту Митрофана Довнар-Запольського — з 2015 року.

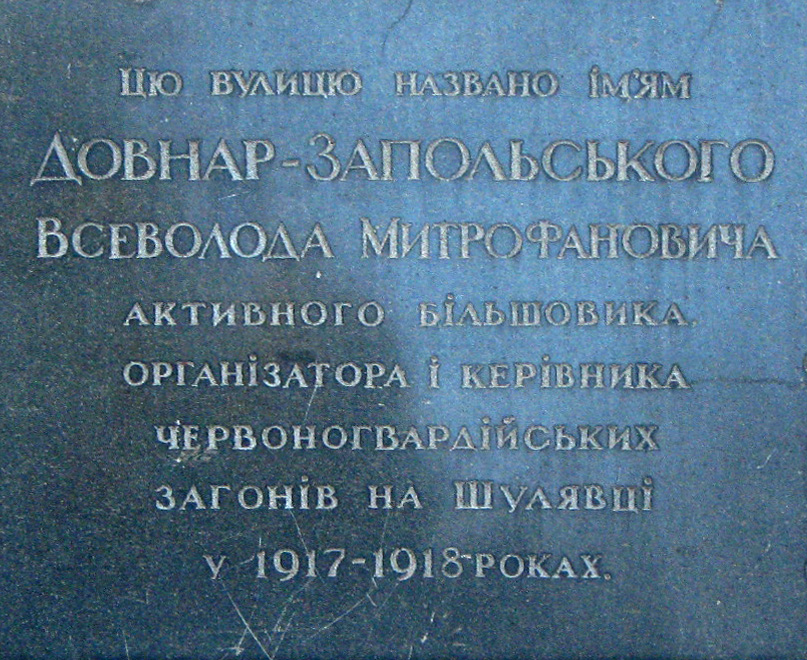
Анотаційна дошка В. М. Довнар-Запольському (буд. № 11, знищена в червні 2015 року[6])

У 1950-ті роки вулицю продовжено від Дегтярівської до Білоруської вулиці.

## Забудова
На початку вулиці, на розі з вулицею Коперника виділяються два будинки (№ 2/20 та по вул. Коперника, 18) — так званий житловий комплекс робітників-металістів. Зведені у 1927–1929 роках за проєктом Окркомгоспу архітектором Михайлом Анічкіним у стилі конструктивізму. На іншому боці вулиці існує цілий квартал будинків (№ 1-5) у стилі конструктивізму.
Уранці 2 листопада 2024 року внаслідок падіння уламків російського ударного дрона було пошкоджено п'ятиповерхову офісну будівлю № 7/9, також постраждали довколишні будівлі, зокрема, будівля колишньої пожежної частини (будинок № 8) і окремі споруди Лук'янівського СІЗО.

## Зображення

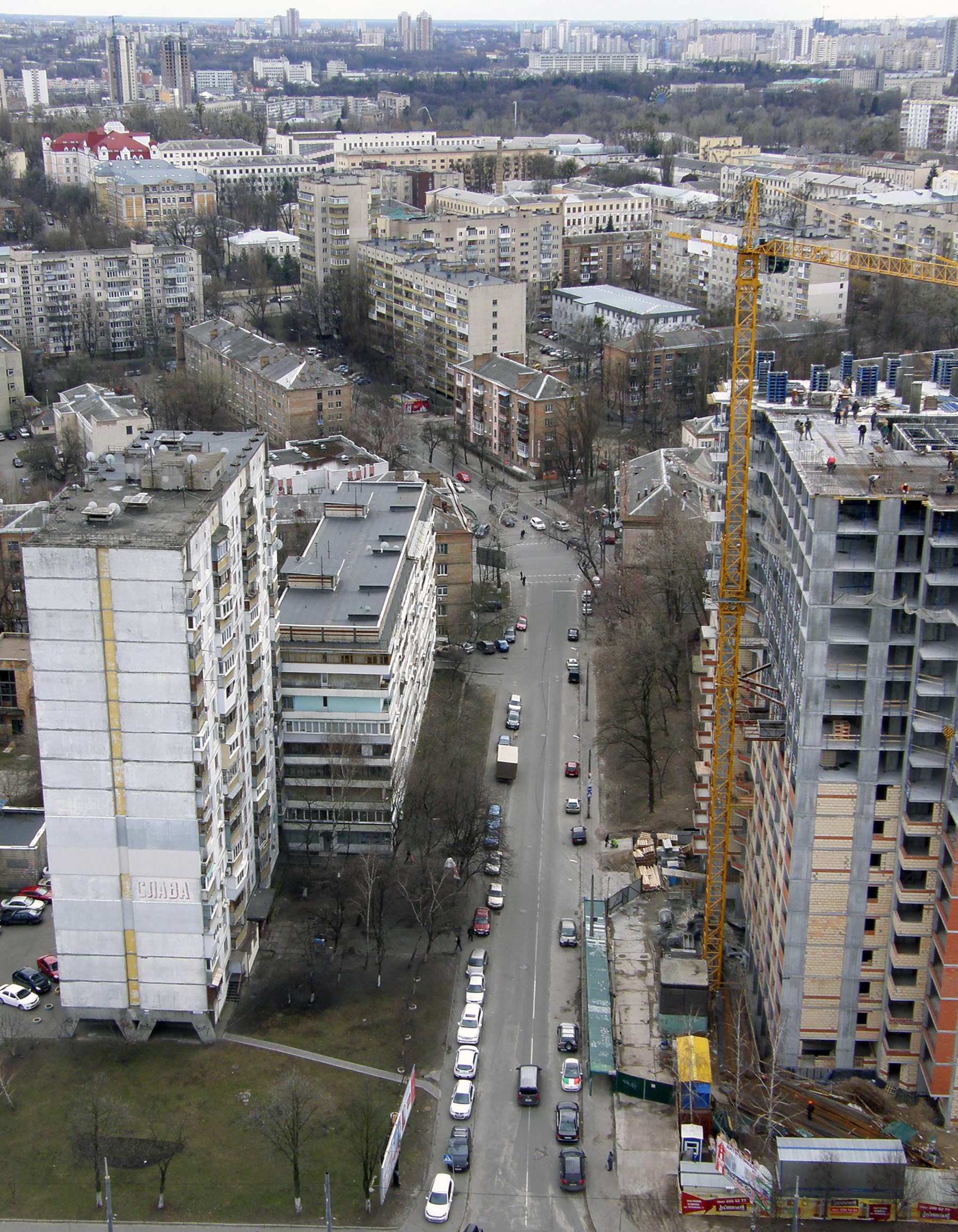
Від вулиці Юрія Іллєнка
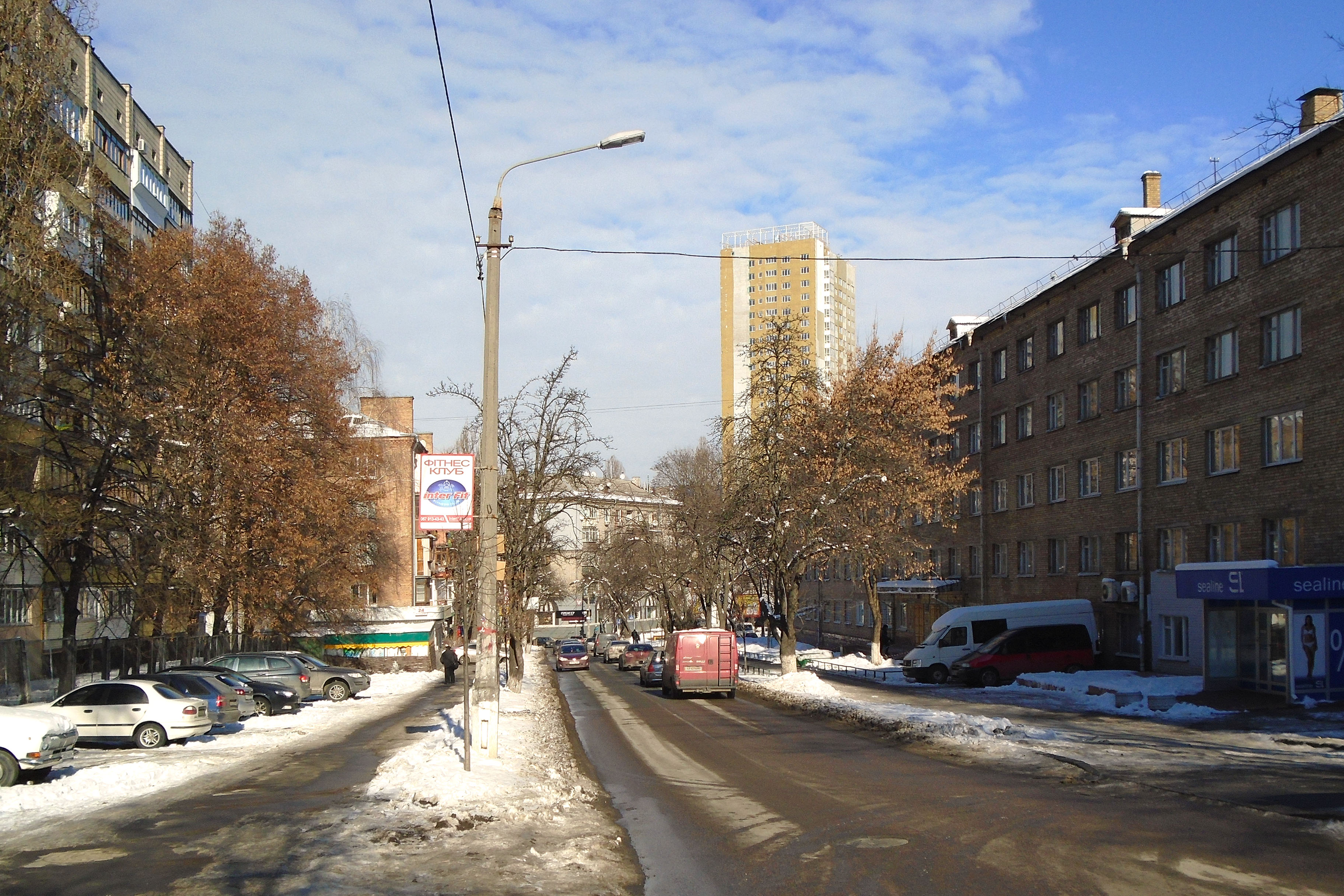
Від Дегтярівської вулиці